# Sorkonos plamisty
Sorkonos plamisty (Rhynchocyon cirnei) – gatunek ssaka z rodziny ryjkonosowatych w rzędzie ryjkonosowych. Liczy 5 podgatunków. Występuje w Afryce. Żywi się stawonogami ściółki lasu bądź zarośli. Jest monogamiczny, samica rodzi 1–2, rzadziej 3 młode. Nie zagraża mu wyginięcie.

## Genetyka
Genetyka sorkonosa plamistego nie została dobrze poznana. Nie wiadomo, ile chromosomów liczy jego kariotyp. Badania mtDNA wskazały na introgresję z sorkonosa czarno-rdzawego i szarolicego do R. cirnei reichardi.

## Budowa
Heritage podaje następujące wymiary zwierzęcia. Długość głowy i tułowia wynosi od 22,9 do 27,3 cm. Ogon mierzy od 19,6 do 24,9 cm. Ucho osiąga między 2,7 a 3,1 cm, a tylna stopa od 6,3 do 7,6 cm. Masa ciała zawiera się w przedziale od 320 do 450 g. Samice i samce nie różnią się wielkością.
Badania Kaufmana et al. z 2013 wskazują, że ryjkonosowe jako grupa ogólnie mają mózg większy, niż inne ssaki podobnej wielkości i podobnej diety.
Brązowa do kremowej głowa ma nieporośnięte włosiem uszy barwy płowej. Pysk jest długi i giętki. Otworów podniebiennych nie stwierdza się. W jamie ustnej znajdują się zęby, w tym niestały niewielki siekacz górny i dobrze rozwinięte górne kły, u samców dłuższe niż u samic. Wzór zębowy przedstawia się następująco:
| Wzór zębowy | Wzór zębowy | I   | C | P | M |
| ----------- | ----------- | --- | - | - | - |
| 34-36       | =           | 0-1 | 1 | 4 | 2 |
| 34-36       | =           | 3   | 1 | 4 | 2 |

.
Grzbiet sorkonosa plamistego, płowy do ciemnobrązowego, wpadający w odcienie pomarańczu, nosi po obu bokach podłużne linie, rozpoczynające się pośrodku grzbietu, a sięgające do nasady ogona. Po obu stronach występują 3 takie linie, przy czym te wyższe są lepiej wyrażone, ciągłe, te niższe zaś rozpadają się na szereg jaśniejszych i ciemniejszych plam. Po liniach tych można rozpoznać sorkonosa plamistego, aczkolwiek u niektórych podgatunków ciemniejsze ubarwienie okolicy zadu czyni linie słabo widocznymi. Jaśniejszy, białawy czy jasnożółty jest za to brzuch. Na klatce piersiowej samicy znajdują się sutki, nieobecne u samców. Para przednia uległa redukcji i nie występuje, obserwuje się natomiast parę środkową i tylną, podobnie jak u sorkonosa złotozadego. Nie występuje gruczoł piersiowy, natomiast gruczoły odbytowe (analne) rozwinięte są dobrze.
Ogon osiąga jakieś 0,9 długości ciała. W odcinku bliższym jest dość gruby, dystalnie coraz cieńszy. Prawie nie porastają go włosy, na końcu ma biały odcinek.
Kończyny przednie i tylne kończą się czterema palcami. Liczba ta wynika z zaniku kciuka i  palucha. Również i piąty palec ręki rozwija się słabo, wspierany na tylko dwóch paliczkach. Kończyny tylne sorkonosów są solidnie zbudowane.

## Systematyka
Sorkonos plamisty należy do rodzaju sorkonos w podrodzinie Rhynchocyoninae w rodzinie ryjkonosowatych.
Gatunek opisany zgodnie z zasadami nazewnictwa binominalnego został przez niemieckiego zoologa Wilhelma Petersa w 1847 roku. Miejsce typowe to Quelimane w dystrykcie Bororo, w prowincji Zambezia w Mozambiku. 
Wyróżnia się 5 podgatunków:
- Rhynchocyon cirnei cirnei W. Peters, 1847 (podgatunek nominatywny),
- Rhynchocyon cirnei hendersoni O. Thomas, 1902,
- Rhynchocyon cirnei macrurus Günther, 1881,
- Rhynchocyon cirnei reichardi Reichenow, 1886,
- Rhynchocyon cirnei shirensis Corbert & Hanks, 1968[15].

Podstawowe dane taksonomiczne podgatunków (oprócz nominatywnego) przedstawia poniższa tabelka: 
| Podgatunek       | Oryginalna nazwa             | Autor i rok opisu     | Miejsce typowe                                                                                             | Holotyp |
| ---------------- | ---------------------------- | --------------------- | --- | --- |
| R. c. hendersoni | Rhynchocyon hendersoni       | O. Thomas, 1902       | Nyika, Livingstonia, Malawi.                                                                               | Skóra samca (sygnatura BMNH 1902.9.8.1) ze zbiorów Muzeum Historii Naturalnej w Londynie; okaz typowy zebrany przez duchownego Jamesa Hendersona.                                                                                          |
| R. c. macrurus   | Rhynchocyon macrurus         | Günther, 1881         | Rzeka Rovuma, na granicy między Tanzanią a Mozambikem.                                                     | SKóra i czaszka dorosłego osobnika (sygnatura BMNH 1863.10.12.1) ze zbiorów Muzeum Historii Naturalnej w Londynie; zebrany przez Johna Kirka.                                                                                              |
| R. c. reichardi  | Rhynchocyon Reichardi        | Reichenow, 1886       | Marungu, na zachód od centrum jeziora Tanganika, Demokratyczna Republika Konga.                            | Okaz typowy (syntyp) to skóra (sygnatura RMNH.MAM.39314.b) i czaszka (sygnatura RMNH.MAM.39314.a) samicy ze zbiorów Muzeum Historii Naturalnej w Lejdzie; okaz typowy zebrany 4 sierpnia 1884 roku przez Richarda Böhma i Paula Reicharda. |
| R. c. shirensis  | Rhynchocyon cirnei shirensis | Corbert & Hanks, 1968 | Lichenja Plateau (16°00′S 35°33′E/-16,000000 35,550000), na wysokości 1900 m n.p.m., góry Mlandżi, Malawi. | Skóra i czaszka dorosłej samicy (sygnatura BMNH 1934.1.11.8) ze zbiorów Muzeum Historii Naturalnej w Londynie; okaz zebrany 3 stycznia 1932 roku przez J. Vincenta.                                                                        |

Badania genetyczne Lawsona et al. z 2013 potwierdziły odrębność sorkonosa szarolicego od plamistego. Przeprowadzono badania z wykorzystaniem mtDNA i vWF. Geny jądrowe ujawniły odrębność gatunków, w przeciwieństwie do genów mitochondrialnych, w przypadku których u obu gatunków stwierdzono te same główne haplotypy. Lucinda Lawson et al. zwracają uwagę, że jest to częsty wynik w badaniach genetycznych, jak wykazano już wcześniej. W przypadku krzyżowania się blisko spokrewnionych gatunków intogresja często przebiega nierówne, znacznie silniej w przypadku genów mitochondrialnych. Także w przypadku sorkonosów wskazuje to na pewną ograniczoną introgresję z R. c. reichardi. Otrzymano następujący kladogram:
|  | \| \| Rhynchocyon cirnei \| \| \| \| \| \| Rhynchocyon udzungwensis \| \| \| \| |
|  |                                                                                 |
|  | Rhynchocyon cirnei                                                              |
|  |                                                                                 |
|  | Rhynchocyon udzungwensis                                                        |
|  |                                                                                 |

W 2017 Carlen et al. przeprowadzili badania genetyczne, w wyniku których ponownie podnieśli status jednego z uprzednich podgatunków R. cirnei stuhlmanni do rangi osobnego gatunku. Zaprezentowali jednocześnie kladogram sorkonosów:
|  | Rhynchocyon petersi      |
|  |                          |
|  | Rhynchocyon udzungwensis |
|  |                          |

|  | Rhynchocyon cirnei reichardi                                                                                            |
|  | |
|  | \| \| Rhynchocyon cirnei macrurus \| \| \| \| \| \| Rhynchocyon cirnei shirensis, Rhynchocyon cirnei cirnei \| \| \| \| |
|  | |
|  | Rhynchocyon cirnei macrurus                                                                                             |
|  | |
|  | Rhynchocyon cirnei shirensis, Rhynchocyon cirnei cirnei                                                                 |
|  | |

|  | Rhynchocyon cirnei macrurus                             |
|  |                                                         |
|  | Rhynchocyon cirnei shirensis, Rhynchocyon cirnei cirnei |
|  |                                                         |

|  | Rhynchocyon cirnei reichardi                                                                                            |
|  | |
|  | \| \| Rhynchocyon cirnei macrurus \| \| \| \| \| \| Rhynchocyon cirnei shirensis, Rhynchocyon cirnei cirnei \| \| \| \| |
|  | |
|  | Rhynchocyon cirnei macrurus                                                                                             |
|  | |
|  | Rhynchocyon cirnei shirensis, Rhynchocyon cirnei cirnei                                                                 |
|  | |

|  | Rhynchocyon cirnei macrurus                             |
|  |                                                         |
|  | Rhynchocyon cirnei shirensis, Rhynchocyon cirnei cirnei |
|  |                                                         |

|  | Rhynchocyon petersi      |
|  |                          |
|  | Rhynchocyon udzungwensis |
|  |                          |

|  | Rhynchocyon cirnei reichardi                                                                                            |
|  | |
|  | \| \| Rhynchocyon cirnei macrurus \| \| \| \| \| \| Rhynchocyon cirnei shirensis, Rhynchocyon cirnei cirnei \| \| \| \| |
|  | |
|  | Rhynchocyon cirnei macrurus                                                                                             |
|  | |
|  | Rhynchocyon cirnei shirensis, Rhynchocyon cirnei cirnei                                                                 |
|  | |

|  | Rhynchocyon cirnei macrurus                             |
|  |                                                         |
|  | Rhynchocyon cirnei shirensis, Rhynchocyon cirnei cirnei |
|  |                                                         |

|  | Rhynchocyon cirnei reichardi                                                                                            |
|  | |
|  | \| \| Rhynchocyon cirnei macrurus \| \| \| \| \| \| Rhynchocyon cirnei shirensis, Rhynchocyon cirnei cirnei \| \| \| \| |
|  | |
|  | Rhynchocyon cirnei macrurus                                                                                             |
|  | |
|  | Rhynchocyon cirnei shirensis, Rhynchocyon cirnei cirnei                                                                 |
|  | |

|  | Rhynchocyon cirnei macrurus                             |
|  |                                                         |
|  | Rhynchocyon cirnei shirensis, Rhynchocyon cirnei cirnei |
|  |                                                         |

### Etymologia
- Rhynchocyon: gr. ῥύγχος rhunkhos ‘pysk’; κυων kuōn, κυνος kunos ‘pies’[31].
- cirnei: Manuel Joaquim Mendes de Vasconcelos e Cirne (1784–1832), portugalski polityk, gubernator Mozambiku, kiedy był on kolonią portugalską[32].
- hendersoni: James Henderson (1867–1930), szkocki misjonarz w południowej Afryce[17][33].
- macrurus: gr. μακρος makros ‘długi’; -ουρος -ouros ‘-ogonowy’, od ουρα oura ‘ogon’[34].
- reichardi: Paul Reichard (1845-1938), niemiecki inżynier, geograf, kolekcjoner z Afeyki Wschodniej z lata 1880–1884[4][35].
- shirensis: zreka Shire, Malawi[15].

## Rozmieszczenie geograficzne
Sorkonos plamisty występuje w Afryce. Ma szeroki zasięg. IUCN wymienia tu następujące kraje: Demokratyczna Republika Konga (między rzekami Ubangi i Kongo), Malawi (wzgórza okolicy ryftu), Mozambik (na północ od Zambezi), Tanzania, Uganda (zachód kraju), Zambia. Ponadto gatunek może występować w Republice Środkowoafrykańskiej, pojedyncze doniesienie mówi o napotkaniu go między Bangui i Mbaiki na zachód od rzeki Ubangi, ale jako że byłoby to jedyne stwierdzenie zwierzęcia na zachód od rzeczonej rzeki, autorzy powątpiewają w to. Gatunek bytuje na wysokości od poziomu morza (Tanzania, Mozambik) do 2100 m w górach Rubehos bądź 2300 m w górach Udzungwa, oba łańcuchy w Tanzanii.
Rozmieszczenie zależy od podgatunku, obejmują one kilka niepołączonych ze sobą obszarów. Heritage podaje je następująco:
- Rhynchocyon cirnei cirnei żyje na północy Mozambiku,
- Rhynchocyon cirnei hendersoni spotyka się na północy Malawi, Heritage podaje dokładniej wzgórze Nyamkhowa w okolicy Livingstonia,
- Rhynchocyon cirnei macrurus występuje w południowo-wschodniej Tanzanii,
- Rhynchocyon cirnei reichardi zamieszkuje Tanzanię, północ Malawi, północny wschód Zambii i południowy wschód Demokratycznej Republiki Konga,
- Rhynchocyon cirnei shirensis żyje na południu Malawi i w przyległym do niego regionie Mozambiku[10].

## Tryb życia
Tryb życia sorkonosa plamistego nie został dobrze poznany. Wnioskuje się, że przypomina on tryb życia pokrewnych gatunków, sorkonosa złotozadego i szarolicego. Prawdopodobnie i sorkonos plamisty wiedzie samotne życie. Mimo łączenia się w pary każdy osobnik z danej pary żyje oddzielnie. Aktywność przypada na dzień. W nocy zwierzę śpi w gnieździe zbudowanym ze ściółki.

### Cykl życiowy
Rozród sorkonosa plamistego nie został dobrze poznany. Prawdopodobnie jest on monogamiczny, jak i inne sorkonosy, łączące się w pary na całe życie i zajmujące wspólne terytorium. Rozród przebiega prawdopodobnie przez cały rok bez wyraźnego okresu godowego. Po kopulacji samica zachodzi w ciążę, by wydać na świat 1–2 noworodki, rzadko 3.
Introgresja z sorkonosa czarno-rdzawego i szarolicego do R. cirnei reichardi wskazuje na krzyżowanie się tych gatunków, przy czym objęty nią obszar jest niewielki i leży na wschodzie gór Udzungwa.

## Ekologia
Sorkonos plamisty zasiedla lasy i tereny porośnięte roślinnością krzewiastą. Wymienić tu można lasy górskie i nizinne, ale też gąszcz porastający brzegi rzek. Zwierzę wymaga obfitej ściółki i piętra koron. Siedliska prawdopodobnie pofragmentowane.
Pożywienie tego ssaka stanowią bezkręgowce, najczęściej stawonogi. IUCN wnosi o tym z analogii do innych sorkonosów, ale Heritage przytacza badania żołądków osobników z Zambii. Zawierały one pozostałości chrząszczy, błonkówek, larw muchówek, jak i innych owadów. Pokarm znajduje w ściółce.
Ryjkonosowe ewoluowały prawdopodobnie w środowisku pozbawionym istotnej konkurencji. Wykształciły zespół specyficznych adaptacji, obejmujący myrmekofagię, specyficzny chód, brak gniazd. Łączą dzięki temu cechy spotykane u giętkojęzykowych i antylop.

## Zagrożenia i ochrona
Całkowita liczebność gatunku spada. Odpowiadać za to może niszczenie środowiska życia zwierzęcia i fragmentacja dostępnych mu siedlisk. W górskich lasach grozi mu wycinanie drzew, podobnie jak sorkonosowi złotozademu i czarno-rdzawemu. Zagrożenie takie dotyczy choćby gór Rungwe. Szczególnie zagrożony z tego powodu może też być zamieszkujący nadmorskie tereny Tanzanii R. c. macrurus. Ponadto niektóre populacje są obiektem polowań. IUCN zwraca też uwagę na zagrożenie niewielkich izolowanych populacji, wymieniając tę z okolic Mbira u wyjścia Nilu z Jeziora Wiktorii.